# Handleyomys rostratus
Handleyomys rostratus är en däggdjursart som beskrevs av Clinton Hart Merriam 1901. Handleyomys rostratus ingår i släktet Handleyomys och familjen hamsterartade gnagare. Inga underarter finns listade i Catalogue of Life.
Vuxna exemplar är 10 till 14 cm långa (huvud och bål), har en 12 till 15 cm lång svans och väger 30 till 55 g. Bakfötterna är 2,7 till 3,3 cm långa och öronen är 1,7 till 2,2 cm stora. Det finns en tydlig gräns som skiljer den rödbruna pälsen på ovansidan från undersidans vita päls. På de svartaktiga öronen förekommer några röda hår. Svansen har en mörk ovansida och en ljus undersida. Bakfötterna har vid tårna tofsar av lite styva hår som når längre fram än klorna.
Denna gnagare förekommer i Centralamerika från östra och södra Mexiko till Nicaragua. Den lever i låglandet och i bergstrakter upp till 1200 meter över havet. Habitatet utgörs av skogsgläntor eller av landskap med buskar, gräs och fält som ligger nära skogar. Individerna är aktiva på natten. De går på marken eller klättrar i den låga växtligheten. Honor föder 3 eller 4 ungar per kull.
Antagligen har Handleyomys rostratus växtdelar och smådjur som föda. Denna gnagare håller ingen vinterdvala.